# Norman Greenbaum
Norman Greenbaum, född 20 november 1942 i Malden, Massachusetts, är en amerikansk sångare och låtskrivare. Han är främst ihågkommen för sin internationella hit "Spirit in the Sky", utgiven i december 1969, som sålde två miljoner exemplar. Låten är en mix av hårda gitarriff, andlig text och handklapp. Även om låten handlar om Jesus så var och är Norman Greenbaum troende jude. Han blev inspirerad att skriva en kristen sång när han såg olika kristna countryartister sjunga på TV. Som singel nådde "Spirit in the Sky" tredje plats på Billboards singellista. Albumet med samma namn nådde 23:e plats på popalbumlistan. Låten låg tio veckor på svenska Tio i topp från början av maj 1970 med en femteplats som högsta placering. Den kom att bli Greenbaums enda stora hit; idag betraktas han som ett one-hit wonder, även om han hade ett par andra lågt placerade singlar på Billboardlistan. Under mitten av 1960-talet var han medlem i gruppen Dr. West's Medicine Show and Junk Band som fick en mindre amerikansk hitsingel i december 1966 med "The Eggplant That Ate Chicago". Låten nådde plats 52 på Billboard Hot 100-listan.
Efter att inga efterföljande singlar blev uppmärksammade lämnade Greenbaum musikbranschen mot mitten av 1970-talet för att ägna sig åt sitt lantbruk i Kalifornien. Artister som Doctor and the Medics och Gareth Gates har senare spelat in "Spirit in the Sky" som covers. Greenbaum själv har också senare börjat uppträda som musiker igen.

## Diskografi
LP-album släppta på Reprise Records
- Spirit in the Sky (1969)
- Norman Greenbaum (1970)
- Back Home Again (1972)
- Petaluma (1973)